# Hatteng
Hatteng (Noord-Samiscg: Háhtta; Kveens: Hattu) is een plaats in de Noorse gemeente Storfjord in de provincie Troms. het is het administratieve centrum van de gemeente.
De plaats ligt aan het uiteinde van het Storfjord (het zuidelijk deel van het Lyngenfjord) en ligt aan de Europese weg E6.